# DVD±R

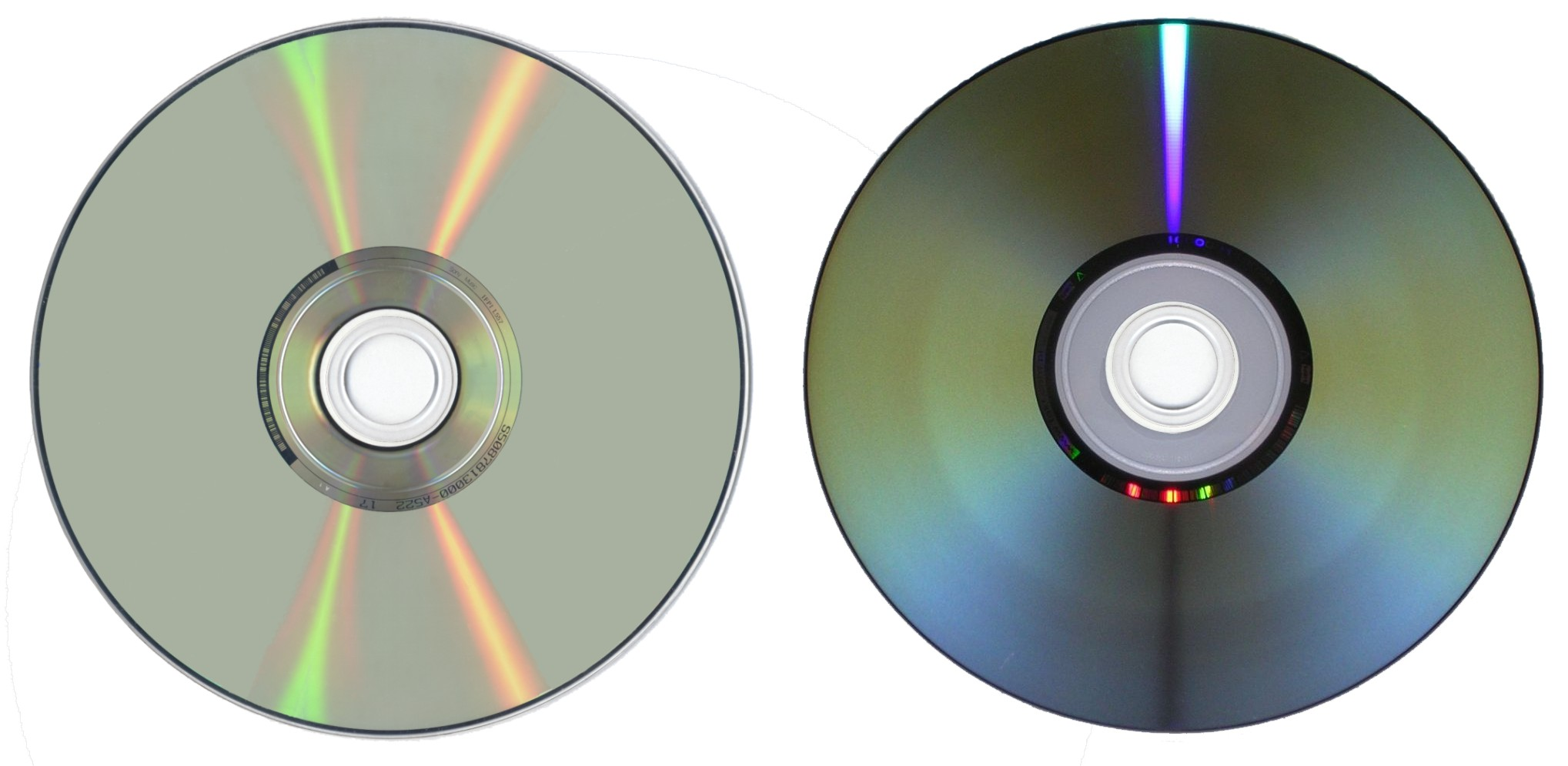
Unterscheidung der zwei DVD-Gruppen anhand ihrer Farbe der Rückseite: Links eine nicht beschreibbare DVD (grau) und rechts eine beschreibbare DVD (farbig) wie DVD±R und DVD±RW.

DVD±R ist der Oberbegriff der zwei DVD-Varianten DVD-R und DVD+R, bei denen die Daten unveränderlich auf eine DVD geschrieben werden können. Das R steht für englisch recordable, zu deutsch aufnehmbar. Die DVD±R ist der direkte Nachfolger der CD-R.

## Geschichte und Verbreitung
Nach den ersten Verkaufserfolgen der DVD-Videos wollten die Gerätehersteller von DVD-Abspielgeräten den Absatz weiter steigern, indem der Konsument nicht nur damals teure DVD-Filme kaufen, sondern auch preisgünstig eigene DVD-Videos erstellen können sollte, etwa von seinen Urlaubsvideos. Hierzu wurde das DVD-Format DVD-R geschaffen. Die Filmindustrie befürchtete, Konsumenten würden Kopien urheberrechtlich geschützter DVD-Videos erstellen, und sorgte dafür, dass die Industrievereinigung DVD Forum nur eine DVD-R spezifizierte, welche 1:1-Kopien technisch erschwerte. Ein Bereich des Rohlings kann nicht beschrieben werden. Dieser Datenring verhindert, dass der Brenner des Konsumenten den Bereich kopieren kann, in dem Kopierschutzschlüssel hinterlegt werden. Ohne den entsprechenden Schlüssel zu ihrer Wiederherstellung sind kopierte Filmdaten an sich nicht verwertbar. Dieser Schutz ist jedoch inzwischen technisch leicht zu umgehen, weshalb die Filmindustrie auf rechtliche Absicherung setzte.
Einige Hersteller des DVD Forums waren mit der DVD-R unzufrieden, weil zum einen relativ hohe Lizenzgebühren an das DVD Forum zu zahlen sind und zum anderen der spezielle Anti-Kopierring auf jedem DVD-R-Rohling die Produktionskosten erhöhte und damit der Akzeptanz der DVD-Brenner nicht förderlich war. Da auch nach Verhandlungen mit dem DVD Forum keine Einigung erreicht wurde, gründeten einige Hersteller eine eigene Industrievereinigung: die DVD+RW Alliance und entwickelten eine preiswerte Alternative, die DVD+R. Streng genommen heißt sie nur +R, weil das Akronym DVD ein geschützter Name des DVD Forums ist. In der Literatur hat sich aber DVD+R eingebürgert, und auch die meisten Rohlinge für DVD+R verwenden ausdrücklich DVD+R als Bezeichnung.
Die DVD+R war anfangs aus der Perspektive der Hersteller von DVD-Brennern kontraproduktiv: Viele Konsumenten vermuteten einen ähnlichen Formatwettbewerb wie bei den Videobändern VHS, Betamax und Video 2000 und kauften aus Verunsicherung und in Anbetracht der anfangs sehr hohen Preise zunächst gar keinen DVD-Brenner. Die Industrie reagierte daraufhin mit sogenannten Multirecordern, die beide R-Varianten brennen konnten. Seit etwa 2003 sind ausschließlich Brenner erhältlich, die beide Varianten beschreiben können.
Durch den harten Wettbewerb der beiden Formate glichen sich in der Folge die Preise der DVD-R- und DVD+R-Rohlinge einander an. Da auch die meisten technischen Eigenschaften gleich sind, hat sich in der Literatur der Sprachgebrauch DVD±R durchgesetzt, wenn DVD-R und DVD+R gemeint sind.
Da die DVD-R jedoch der einzige vom DVD Forum anerkannte Standard ist, dürfen nur -R-Discs das offizielle DVD-Logo tragen, nicht jedoch die +R-Variante, welche stattdessen das Logo der DVD+RW Alliance tragen.
Neben der DVD±R gibt es noch die wiederbeschreibbaren DVD-Varianten DVD±RW und DVD-RAM. Gegenüber diesen ist die DVD±R seit Jahren das am weitesten verbreitete beschreibbare DVD-Format, weil es sehr preisgünstig ist und die gleiche Verwendungsweise erlaubt wie sein Vorgänger CD-R. 
Es wurden mehrere potenzielle Nachfolger der DVD±R entwickelt. Das DVD Forum konnte ihren Nachfolger HD DVD nicht erfolgreich im Markt etablieren und stellte diesen ein. Stattdessen setzte sich die Blu-ray Group durch mit Blu-Ray Disc Recordable (BD-R).

## Einsatzzweck
- Erstellung von eigenen DVD durch den Konsumenten
- Im Gegensatz zu anderen beschreibbaren DVD-Formaten wie etwa DVD±RW und DVD-RAM ist die DVD±R nicht wiederbeschreibbar, sondern nur einmal beschreibbar. Dieser Nachteil ist aber auch zugleich der größte Vorteil der DVD±R, weil die DVD±R damit WORM-Eigenschaften besitzt. Das heißt, einmal beschriebene Daten sind unveränderlich. Sollten diese mittels Packet-Writing gelöscht werden, lassen sie sich mit entsprechender Software wiederherstellen.
- Mittlerweile gehen auch namhafte Labels dazu über, die Erstauflage als gepresste DVD auf den Markt zu bringen, die Nachpressungen dann aber auf DVD-R zu liefern. Weil das Erstellen eines Masters erst ab einer Auflage von rund 1.000 Stück wirtschaftlich sinnvoll ist, werden Filme bzw. Musikvideos in sogenannten Kleinserien (auch im Independent- und Amateur-Bereich) mit geringerer Stückzahl als DVD-R auf den Markt gebracht.

## Speicherkapazität
Die Speicherkapazität einer DVD-R beträgt 3,65 GB in Version 1 und 4,7 GB in Version 2. Weiterhin gibt es zweilagige DVD-R und DVD+R mit jeweils 8,5 GB, auch Dual-Layer- (bei -R) bzw. Double-Layer-DVDs (bei +R) genannt. Die exakte Kapazität der DVD-R DL beträgt 4.171.712 Sektoren = 8.543.666.176 Bytes ≈ 7,957 GiB, die DVD+R DL besitzt 4.173.824 Sektoren = 8.547.991.552 Bytes ≈ 7,961 GiB. Bei der DVD+R DL kann der Schichtwechsel frei positioniert werden, was bei der DVD-R DL oft nicht der Fall ist. Darüber hinaus muss bei der DVD-R und DVD-R DL laut Spezifikation auch bei kleineren Datenmengen über den ganzen Durchmesser geschrieben werden – für den so genannten Lead-out. Die Folge ist, dass der Brennvorgang so lange dauert wie bei größeren Datenmengen. Jedoch ist es mit den meisten Brennprogrammen auch möglich, ein kürzeres Lead-out zu schreiben. Dies entspricht zwar nicht den Spezifikationen, spart jedoch viel Brennzeit und die Discs sind trotzdem in den meisten Laufwerken lesbar.
Unterschiedliche DVD-Medien derselben Größenklasse haben je nach Hersteller eine leicht unterschiedliche tatsächliche Speicherkapazität. Beispiel:
| Typ   | Media ID             | Kapazität                                  |
| ----- | -------------------- | ------------------------------------------ |
| DVD+R | RICOHJPN R01         | 4.700.372.992 Bytes bzw. 4.482,625 MiB     |
| DVD+R | CMC MAG M01 000 (00) | 4.700.375.040 Bytes bzw. ca. 4.482,627 MiB |
| DVD+R | MCC 004 (00)         | 4.700.372.992 Bytes bzw. 4.482,625 MiB     |
| DVD-R | RITEKG03             | 4.707.319.808 Bytes bzw. 4.489,25 MiB      |
| DVD-R | TYG03                | 4.706.074.624 Bytes bzw. 4.488,0625 MiB    |

## Technik

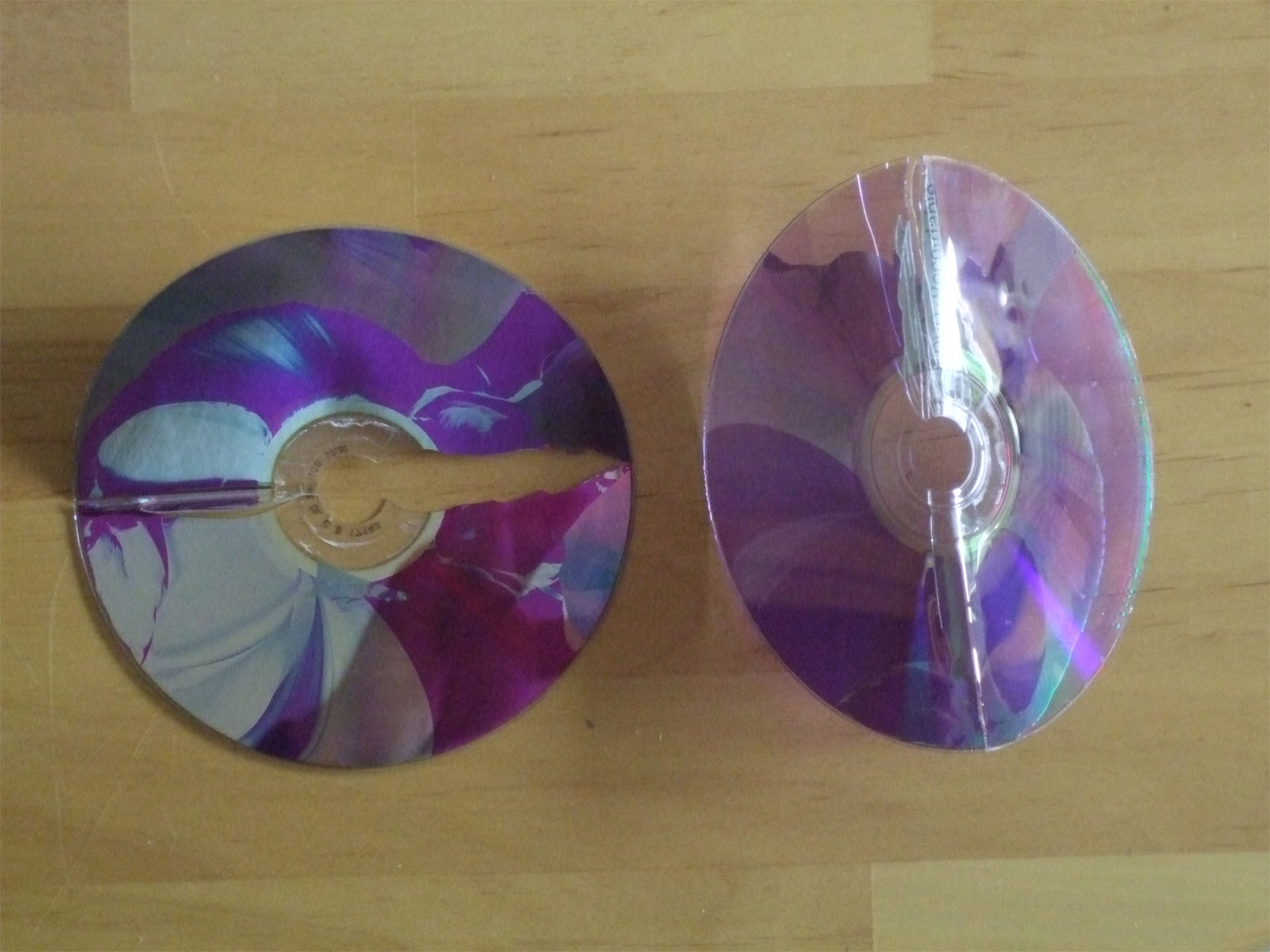
Zerstörte Schichten einer zerbrochenen DVD+R Double Layer (DL)

Zum Beschreiben (und Auslesen) von DVD-R und DVD+R wird Laserstrahlung der Wellenlänge 650 nm verwendet. Wie bei der CD-R wird die digitale Information in eine dünne Schicht eines organischen Farbstoffs „eingebrannt“. Zur Herstellung der DVD±R wird eine Mischung aus Cyanin- und Azo-Lack benutzt.
Es gibt mehrere Varianten der DVD-R. Die DVD-R(G) (General) ist die normale DVD-R mit einem Kopierschutzring, um 1:1-Kopien unmöglich zu machen, durch den Booktyping und die Kopie von Schlüsseln nicht möglich ist.
Die DVD-R(A) (Authoring) ist eine spezielle Variante ohne Kopierschutzring, jedoch benötigt man zum Beschreiben der DVD-R(A) einen speziellen, darauf abgestimmten Brenner, da zum Beschreiben (nicht aber zum Lesen) eine andere Wellenlänge benötigt wird.

## Speicherung von brennerspezifischen Daten bei der DVD-R
Gebrannte DVD-R-Medien enthalten Daten, die Aufschluss über den verwendeten DVD-Brenner geben, mit dem eine DVD-R erstellt wurde, und zu dessen Identifizierung führen können. Laut DVD-R-Spezifikation gibt es eine „Recording Management Area“ (RMA), in der Daten zum Brennvorgang, die „Recording Management Area Data“ (RMD), gespeichert werden. Sie enthalten unter anderem den Namen des Laufwerkherstellers (Drive Manufacturer ID) sowie die Modell- und bei einigen Herstellern die Seriennummer des Brenners.
| Hersteller | Brenner                   | Nennung einer Seriennummer | RMA-Eintrag |
| ---------- | ------------------------- | -------------------------- | --- |
| Lite-On    | SHW-1635S (Firmware YS0Z) | nein                       | SONY DW-Q30A YS0Z SONY DW-Q30A ist der Name des baugleichen OEM-Produkts von Sony, diese Verhaltensauffälligkeit ist eine Eigenschaft von LiteOn-Brennern. |
| LG         | GSA-H10A (Firmware JL03)  | ja                         | HL-DT-ST 915EFEB07....... DVDRAM GSA-H10A |

Zum Teil bietet Brennsoftware die Möglichkeit, RMA-Daten einer DVD-R einzusehen, in der Software Nero Burning ROM zum Beispiel unter der Bezeichnung „Enhanced Disc Information“.
Bei DVD+R-Rohlingen wird diese Information standardmäßig nicht gespeichert, jedoch können diese Daten in bestimmten Fällen (zum Beispiel über „Create Data Disc“ mit Nero CD-DVD Speed, zusammen mit der Schreibgeschwindigkeitskurve) proprietär gespeichert werden.

## Normen und Standards
- ISO/IEC 20563 (basiert auf dem Standard ECMA-279).
- ECMA-359.